# Big Bam Boom
Big Bam Boom ist das zwölfte Studioalbum von Hall & Oates aus dem Jahr 1984. Es erschien am 12. Oktober 1984 bei RCA Records.

## Geschichte
Das Album wurde im Sommer 1984 mit Bob Clearmountain in den Electric Lady Studios aufgenommen. Im Anschluss ging das Duo auf die Big Bam Boom Tour – Live Through '85.

## Titelliste
| Nr.          | Titel                              | Autor(en)                       | Länge |
| ------------ | ---------------------------------- | ------------------------------- | ----- |
| 1.           | Dance on Your Knees                | Arthur Baker, Daryl Hall        | 1:25  |
| 2.           | Out of Touch                       | Hall, John Oates                | 4:21  |
| 3.           | Method of Modern Love              | Hall, Janna Allen               | 5:32  |
| 4.           | Bank on Your Love                  | Hall, Oates, Sara Allen         | 4:17  |
| 5.           | Some Things Are Better Left Unsaid | Hall                            | 5:27  |
| 6.           | Going Thru the Motions             | Hall, Oates, S. Allen, J. Allen | 5:39  |
| 7.           | Cold Dark and Yesterday            | Oates                           | 4:41  |
| 8.           | All American Girl                  | Hall, Oates, S. Allen           | 4:28  |
| 9.           | Possession Obsession               | Hall, Oates, S. Allen           | 4:36  |
| Gesamtlänge: | Gesamtlänge:                       | Gesamtlänge:                    | 40:13 |

| Nr. | Titel                               | Autor(en)             | Länge |
| --- | ----------------------------------- | --------------------- | ----- |
| 10. | Out of Touch (12″ Version)          | Hall, Oates           | 7:35  |
| 11. | Method of Modern Love (12″ Version) | Hall, J. Allen        | 7:48  |
| 12. | Possession Obsession (12″ Version)  | Hall, Oates, S. Allen | 6:28  |
| 13. | Dance on Your Knees (12″ Version)   | Baker, Hall           | 6:38  |

## Rezeption

### Rezensionen
Für die Webseite AllMusic schrieb Stephen Thomas Erlewine, Big Bam Boom sei ein „sprawling and diffuse album“ und „a bigger, noisier record than its predecessors, with its rhythms smacking around in an echo chamber and each track built on layers of synthesizers and studio effects“. Erlewine kritisierte jedoch die Produktion.

### Charts und Chartplatzierungen
| ChartsChartplatzierungen       | Höchstplatzierung | Wochen |
| ------------------------------ | ----------------- | ------ |
| Deutschland (GfK)              | 47 (5 Wo.)        | 5      |
| Vereinigtes Königreich (OCC)   | 28 (13 Wo.)       | 13     |
| Vereinigte Staaten (Billboard) | 5 (51 Wo.)        | 51     |